# Zlínský expres
Zlínský expres je označení pro jeden pár vlaků, který patří do linky R18. Tento vlak spojuje hlavní město Prahu s krajským městem Zlín. 

## Spojení
V době platnosti jízdního řádu pro rok 2025 vyjíždí rychlík č. 894 ze stanice Zlín střed v 5:28 a na pražské vršovické nádraží dorazí v 9:12. V opačném směru je vypravován vlak R 897, který z Prahy-Vršovic odjíždí v 18:52 a do Zlína přijíždí v 22:32.
V roce 2024 měl Zlínský expres stejné řazení vagonů jako Slovácký expres[nenalezeno v uvedeném zdroji] a poskytoval tytéž služby, mezi které patřilo např. připojení k internetu, dámský oddíl či místo pro jízdní kolo.
Trať v úseku Otrokovice – Zlín střed není elektrizovaná, proto v Otrokovicích dochází k výměně lokomotivy elektrické trakce za nezávislou.[zdroj?]